# Concili de Narbona del 1227
El Concili de Narbona del 1227 va ser un sínode provincial que es va convocar a la ciutat de Narbona. Es va celebrar durant la quaresma del 1227 i els seus objectius van ser la lluita contra l'heretgia càtara, la introducció local de reformes religioses, així com implantar noves mesures coercitives contra els jueus.

## Context
Amb motiu dels concilis de Montpeller (25 d'agost de 1224) i Bourges (30 de novembre de 1225), Ramon VII, comte de Tolosa, es va comprometre a lluitar i sotmetre als càtars Tanmateix aquestes promeses no van impedir l'organització d'una nova "croada" contra ell. Lluís VIII, rei de França, va intervenir al sud prenent Avinyó i conquerint els tres vescomtats Trencavell que va annexionar a la Corona i transformar en senescalies. En aquesta campanya també va sotmetre el Tolosà, però va acabar morint de disenteria el 8 de novembre de 1226 a Montpanchèir, al seu retorn cap a París. El nou rei, Lluís IX, encara és un nen de dotze anys i va fer impossible l'organització d'una nova croada sobre el Llenguadoc. La regent, Blanca de Castella, va delegar a Humbert V de Beaujeu l'administració dels vescomtats Trencavell, que havien esdevingut senescalies reials, però no era possible plantejar-se la conquesta del comtat de Tolosa.

## El concili
És per aquestes raons que Pere Amiel, arquebisbe de Narbona, va decidir convocar un concili provincial durant la quaresma de l'any 1227, que es va aprofitar també per a introduir reformes eclesiàstiques. Els cànons adoptats són els següents:
1. Els excomunicats tenen una multa de 9 lliures i 1 diner. Si romanen excomunicats més d'un any, es confisquen els seus béns.
2. Els jueus que perceben interessos usurals sobre els cristians els han de retornar. No poden tenir esclaus cristians, no són aptes per a tots els llocs de treball, no poden vendre ni menjar obertament carn durant els dejunis ni poden vendre a les carnisseries dels cristians de carn caixer.
3. Els jueus han de portar l'anell, una insígnia en forma de roda per distingir-se dels cristians. Els diumenges i festius, no poden treballar en públic i no poden sortir de casa seva durant la Setmana Santa si no és necessari. Els bisbes els han de protegir dels maltractaments.
4. Cada família jueva pagarà 6 diners a l'església parroquial per Setmana Santa.
5. Els testaments s'han de fer en presència de testimonis cristians i del rector o un clergue, sota pena de privar-se de la inhumació cristiana.
6. Tots els perjuris s'han de denunciar a l'església i, si no l'esmenen, els autors seran excomunicats i privats del dret a la prova i al soterrament cristià. És el mateix per als falsos testimonis.
7. Els confessors elaboraran una llista dels que van a confessar-se perquè puguin declarar. Qualsevol persona que no vagi a confessar-se cada any a partir dels 14 anys serà exclòs de l'església i privat d'un enterrament cristià.
8. Els diumenges i festius, seran excomunicats usurers, incestuosos, concubinaires, adúlters, lladres i aquells que no compleixin els darrers desitjos del difunt.
9. Segons els termes del cànon 32 del IV Concili del Laterà, aquells als quals informen les esglésies han de presentar als bisbes les persones adequades per servir-los i assignar-los ingressos suficients.
10. Segons el cànon 31 del IV Concili del Laterà, hi haurà no menys de tres monjos o canonges habituals a cada església.
11. Els monjos, els canonges regulars i els sacerdots no poden ser advocats, excepte a favor de la seva església o dels pobres.
12. Els clergues no poden estar subjectes a talles o altres taxes.
13. Els nous peatges i impostos similars estaran prohibits pels jutges eclesiàstics.
14. Els bisbes establiran testimonis sinodals a cada parròquia que investigaran l'heretgia i la remetran al bisbe.
15. Tots els custodis de l'autoritat pública hauran de renegar dels heretges, els seus instigadors i receptors.
16. S'expulsarà de les funcions públiques als heretges que en siguin titulars.
17. A cada església parroquial i cada diumenge, es promulgarà l'excomunió contra el comte Ramon, el comte de Foix i el vescomte de Besiers Trencavell, a aquells que els donin credibilitat, favor, defensa o asil, a aquells que, després d'haver jurat fidelitat al rei Lluís de piadosa memòria, s'han separat de l'Església i finalment a tots aquells que hagin proporcionat als heretges armes, subvencions i cavalls.
18. Els arxiprestes, els prevostes, els abats i tots els altres responsables de les ànimes han d'haver rebut el sacerdoci i fer el seu servei.
19. D'acord amb el cànon 62 del IV Concili del Laterà, no es deixarà que es prediqui a les esglésies, només s'hi podrà llegir el que digui la seva carta, si en tenen alguna.
20. En els anys de traspàs, la festa de Sant Maties[6] sempre s'ha de celebrar un dia després. Les quatre estacions de tardor començaran el tercer dimecres de setembre, el consell provincial tindrà lloc cada any el diumenge de Lætare (quart diumenge de quaresma).